# Szyrwinty (gmina)
Szyrwinty – dawna gmina wiejska istniejąca na Wileńszczyźnie (obecnie na Litwie). Siedzibą władz gminy było miasteczko Szyrwinty.
Dawniej gmina należała do powiatu wileńskiego w guberni wileńskiej. 
7 czerwca 1919 gmina weszła w skład utworzonego pod Zarządem Cywilnym Ziem Wschodnich okręgu wileńskiego, przejętego 9 września 1920 przez Tymczasowy Zarząd Terenów Przyfrontowych i Etapowych.
Po demarkacji granic Litwy Środkowej w 1920 gmina weszła w skład Litwy kowieńskiej; w 1922 nie została włączona do Polski.
Zobacz też: gmina Szyrwinta.